# André André
André Filipe Brás André (ur. 26 sierpnia 1989 w Vila do Conde) – portugalski piłkarz występujący na pozycji pomocnika w portugalskim klubie FC Porto oraz w reprezentacji Portugalii. Syn António André.

## Kariera klubowa
Swoją karierę piłkarską André Αndré rozpoczął w klubie Varzim SC, w którym trenował w juniorach w latach 1999–2007. W latach 2007–2008 był zawodnikiem młodzieżowej drużyny FC Porto. W 2008 roku wrócił do Varzim SC i w sezonie 2008/2009 zadebiutował w nim w drugiej lidze portugalskiej. W 2010 roku został wypożyczony do Deportivo La Coruña, w którym grał w rezerwach. W 2011 roku wrócił do Varzim. W sezonie 2010/2011 spadł z nim do II Divisão. W sezonie 2011/2012 wrócił z Varzim do drugiej ligi.
Na początku 2012 roku André André przeszedł do pierwszoligowej Vitórii SC. Swój ligowy debiut zaliczył w niej 19 sierpnia 2012 w zremisowanym 0:0 domowym meczu ze Sportingiem CP. 26 maja 2013 wystąpił w wygranym 2:1 finale Pucharu Portugalii z Benfiką.

## Kariera reprezentacyjna
W reprezentacji Portugalii André André zadebiutował 31 marca 2015 w przegranym 0:2 towarzyskim meczu z Republiką Zielonego Przylądka, rozegranym w Estoril. W 65. minucie tego meczu zmienił Cédrica Soaresa.